# Noël sur Ganymède
Noël sur Ganymède est un recueil de nouvelles de science-fiction d'Isaac Asimov composé à partir du recueil original anglais Période d'essai publié en 1972. Ce recueil a été découpé en France en quatre parties : Noël sur Ganymède en est la deuxième et a été publiée pour la première fois en 1974.

## Contenu
- Des sang-mêlé sur Vénus ((en) Half-Breeds on Venus, 1940)
- Une donnée imaginaire ((en) The Imaginary, 1942)
- Hérédité ((en) Heredity, 1941)
- Une page d'histoire ((en) History, 1941)
- Noël sur Ganymède ((en) Christmas on Ganymede, 1942)
- Le Petit Bonhomme du métro ((en) The Little Man on the Subway, 1950)
- Brimade ((en) The Hazing, 1942)

## Nouvelles

### Des sang-mêlé sur Vénus
- Titre original : Half-Breeds on Venus
- Date de publication : 1940 dans Astonishing Stories
- Résumé : Des « sang-mêlé », métis de Martiens et de Terriens, s'installent clandestinement sur Vénus afin d'échapper aux maltraitances qu'ils subissent de la part des Terriens de pure souche. Malheureusement, des colons terriens viennent s'installer non loin de leur campement, mettant en péril leur survie. Ils devront alors compter sur l'aide des « Phib », créatures amphibies autochtones douées de télépathie, pour chasser les terriens.
- Autour de l'œuvre : Asimov écrivit Des sang-mêlé sur Vénus durant les mois d'avril-mai 1940 et la proposa peu après à Frederik Pohl, rédacteur en chef de Astonishing Stories qui l'accepta. Elle parut dans le numéro qui sortit dans les kiosques le 24 octobre 1940. Comptant 10 000 mots, cette nouvelle était la plus longue qu'il parvint à faire publier à cette époque et ce fut la première fois que l'illustration de couverture du magazine se référait à une nouvelle d'Asimov, lui apportant une certaine fierté.

### Une donnée imaginaire
- Titre original : The Imaginary
- Date de publication : 1942
- Résumé : Le docteur Tan Porus, éminent psychologue de son état, découvre le secret de son calmar, mollusque étrange qui a la propriété de s'endormir à des moments inadéquats. Grâce à des équations dont l'une des données est imaginaire (la racine carrée de -1), il détermine que le calmar a les synapses neuraux qui s'étendent sur quatre dimensions et donc qu'il réagit la veille à une sollicitation qui aura lieu le lendemain. Alors que Porus est de retour sur sa planète d'origine, où sa femme lui joue un vilain tour, son assistant effectue une expérience sur le calmar qui induit une réaction menaçant l'intégrité de l'univers entier.
- Autour de l'œuvre : Asimov écrivit la nouvelle après avoir suggéré à John W. Campbell d'écrire une suite à Homo Sol. Néanmoins, après la lui avoir soumis en juin 1940, Campbell la refusa peu après ainsi que Frederik Pohl, rédacteur en chef d’Astonishing Stories. F. Orlin Tremaine, rédacteur en chef de Comet, était sur le point de l'accepter, mais le magazine cessa de paraître peu de temps après. La nouvelle parut finalement deux ans plus tard dans Astonishing Stories alors que Frederik Pohl n'en était plus le rédacteur en chef.
- Remarque : Cette nouvelle a la particularité d'introduire la psychohistoire, élément-clé du célèbre Cycle de Fondation.

### Hérédité
- Titre original : Heredity
- Date de publication : 1941 dans Astonishing Stories
- Résumé : Deux jumeaux, qui ne se sont jamais rencontrés, font l'objet d'une expérience visant à déterminer l'influence du génome et de l'éducation sur les facultés de l'individu. Ils sont envoyés sur Mars afin de gérer une exploitation de Fungus d'or, plante spongieuse dont un extrait purifié permet la synthèse de nombreux remèdes médicinaux. Face à une tempête désastreuse balayant toutes les infrastructures de la planète, ils devront faire fi de leurs querelles et unir leurs connaissances afin de livrer en urgence une cargaison au laboratoire de la ville d'Arésopolis.
- Autour de l'œuvre : Asimov commença à écrire Hérédité au début du mois d'août 1940 et la proposa peu après à John W. Campbell, rédacteur en chef d’Astounding Science Fiction, qui la refusa. Cependant Frederik Pohl, directeur d’Astonishing Stories, l'accepta. Hérédité a aussi pour vocation de démontrer la dépendance des hommes aux machines.

### Une page d'histoire
- Titre original : History
- Date de publication : mars 1941 dans Super Science Stories
- Résumé : Le Docteur Ullen, éminent historien martien, se passionne pour l'histoire de l'humanité. Alors qu'il effectue des recherches sur la Terre, celle-ci déclare la guerre à Vénus. Le docteur sera, malgré lui, obligé de livrer aux terriens les anciens secrets militaires du peuple martien, aujourd'hui pacifiste, leur permettant de gagner la guerre.
- Autour de l'œuvre : Dans cette nouvelle écrite aux premiers jours du mois de septembre 1940, Asimov imagine un avenir alternatif aux événements réels lors de l'écriture, misant sur la défaite d'Hitler et son exil à Madagascar. Asimov proposa cette nouvelle à John W. Campbell, rédacteur en chef d’Astounding Science Fiction, qui la refusa le 13 septembre 1940.

### Noël sur Ganymède
- Titre original : Christmas on Ganymede
- Date de publication : janvier 1942 dans Starling Stories
- Résumé : Olaf Johnson, employé dans une exploitation d'oxite sur Ganymède près de Jupiter, commet la regrettable erreur de parler du Père Noël aux Truchies, indigènes naïfs exploités par la Ganymedan Product Corporation. Ceux-ci refusent de reprendre le travail si le Pè No'l ne vient pas les visiter. Johnson devra alors parcourir le ciel sur un traineau artisanal bricolé à partir de vieux répulseurs de gravitation datant des débuts de l'exploration de Ganymède afin de contenter les Truchies et ses employeurs.
- Autour de l'œuvre : Asimov commença à écrire cette nouvelle le 6 décembre 1940 et la soumit peu après à John W. Campbell qui la refusa. Elle fut acceptée par Frederik Pohl, mais le projet n'ayant pas abouti, il la vendit finalement auprès de Starling Stories.

### Le Petit Bonhomme du métro
- Titre original : The Little Man on the Subway
- Date de publication : 1950 dans Fantasy Book
- Résumé : Cullen, conducteur de métro à New York est témoin d'un évènement mystérieux : un petit bonhomme qui s'autoproclame dieu récupère une rame de métro et ses passagers pour en faire ses disciples. Cullen, qui sera à son tour converti, devra faire face à une révolte des disciples désirant créer un dieu qu'ils puissent contrôler à leur guise.
- Autour de l'œuvre : Frederik Pohl écrivit cette nouvelle sous le pseudonyme de James MacCreight. Ne réussissant pas à la faire publier, il demanda en janvier 1941 à Asimov de la réviser, ce qui fut la première collaboration d'Asimov. Celui-ci la proposa peu après à John W. Campbell afin de la faire publier dans Unknown, mais elle fut refusée. Pohl parvint finalement à la placer neuf ans plus tard, en 1950, dans Fantasy Book. Le Petit Bonhomme du métro est, avec Bon sang ne saurait mentir, la seule nouvelle qu'Isaac Asimov ait écrit en collaboration.

### Brimade
- Titre original : The Hazing
- Date de publication : octobre 1942 dans Thrilling Wonder Stories
- Résumé : Alors qu'ils s'ennuient en attendant la rentrée, des élèves de l'université d'Arcturus, sur Eron, décident de faire subir un bizutage aux nouveaux venus en provenance de la Terre. Les réveillant en pleine nuit, ils les emmènent sur une planète interdite où évolue un peuple primitif avant de les abandonner à leur sort. Malheureusement tout ne se passe pas comme prévu et leur vaisseau tombe en panne. De retour sur la planète interdite, ils seront à leur tour pris à leur propre piège.
- Autour de l'œuvre : Asimov proposa cette nouvelle le 24 février 1941 à Frederik Pohl qui la refusa. Il l'envoya ensuite à Thrilling Wonder Stories qui, après lui avoir demandé quelques modifications, l'accepta en juillet de la même année. Asimov déclara à propos de cette nouvelle, que c'est la seule dont il n'ait aucun souvenir sur les conditions de rédaction.

## Éditions françaises
- Denoël, coll. « Présence du futur », no 187, 4e trimestre 1974, traduction Jane Fillion.
- Denoël, coll. « Présence du futur », no 187, 2e trimestre 1976, traduction Jane Fillion, couverture de Stéphane Dumont.
- Denoël, coll. « Présence du futur », no 187, 1er trimestre 1979, traduction Jane Fillion, couverture de Stéphane Dumont.
- Denoël, coll. « Présence du futur », no 187, mars 1983, traduction Jane Fillion, couverture de Stéphane Dumont  (ISBN 2-207-30187-7).
- Denoël, coll. « Présence du futur », no 187, octobre 1986, traduction Jane Fillion, couverture de Stéphane Dumont  (ISBN 2-207-30187-7).
- Denoël, coll. « Présence du futur », no 187, novembre 1998, traduction Jane Fillion, couverture de Hubert de Lartigue  (ISBN 2-207-24798-8).